# نصف‌النهار ۱۶۳ درجه شرقی
نصف‌النهار ۱۶۳ درجه شرقی ۱۶۳مین نصف‌النهار شرقی از گرینویچ است که از لحاظ زمانی ۱۰ساعت و ۵۲دقیقه با گرینویچ اختلاف زمانی دارد.
این نصف‌النهار از قطب شمال شروع و از مناطق زیر گذشته و به قطب جنوب ختم می‌شود.
- روسیه
- اقیانوس آرام
- 🇳🇨 کالدونیای جدید